# Michaelibad (metrostation)
Michaelibad is een metrostation in de wijk Berg am Laim
Perlach van de Duitse stad München. Het station werd geopend op 18 oktober 1980 en wordt bediend door de lijnen U5, U7 en U8 van de metro van München.

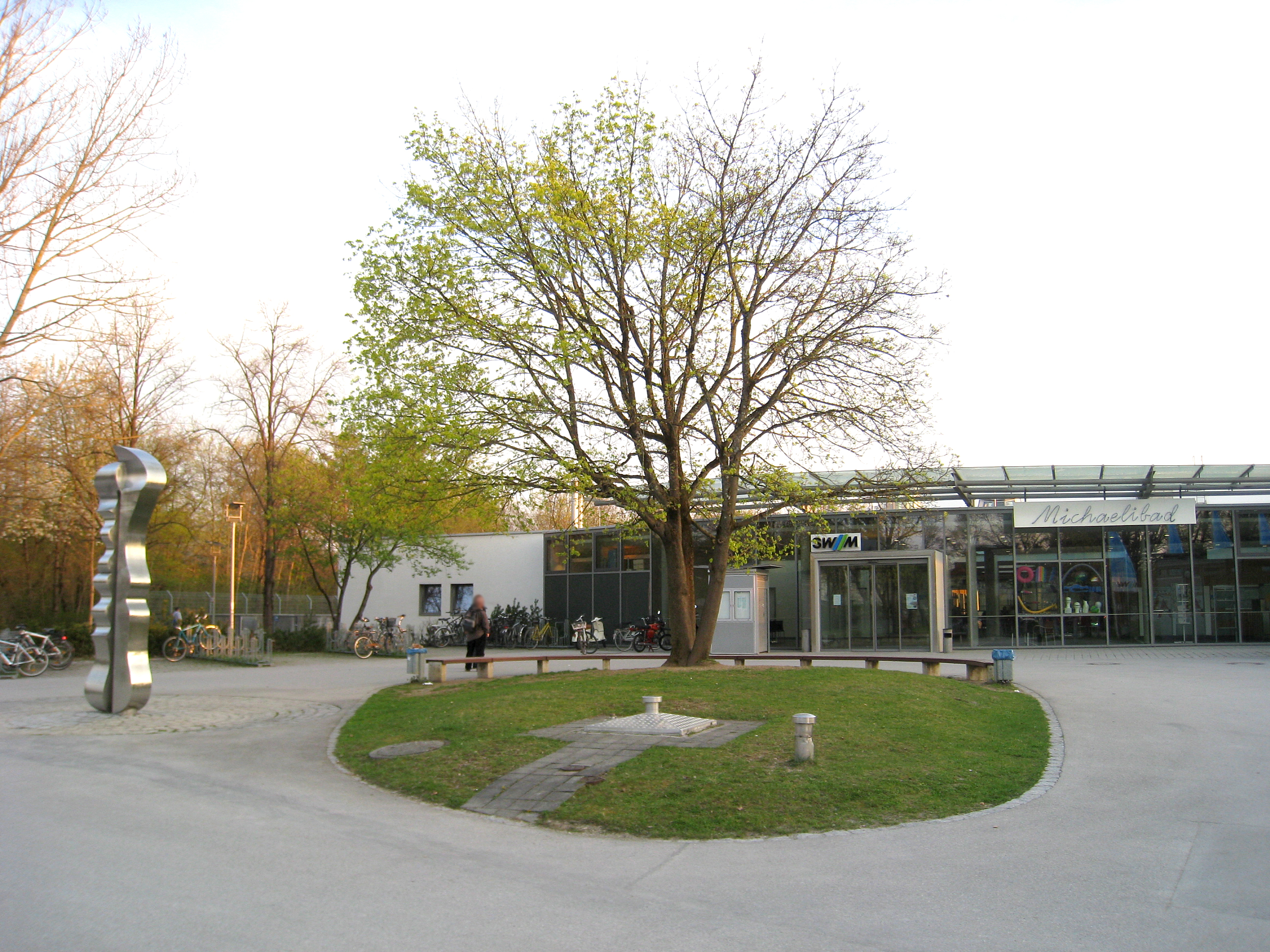
Ingang Michaelibad in 2010

Het station is vernoemd naar het gelijknamige zwembad, het grootste van de stad. 